# Andrzej Borowiec (leśnik)
Andrzej Borowiec (ur. 3 lipca 1973 w Biłgoraju)  – polski polityk, nadleśniczy nadleśnictwa Biłgoraj w latach 2021-2023, dyrektor Regionalnej Dyrekcji Lasów Państwowych w Lublinie w latach 2023-2024, wójt Gminy Aleksandrów od 2024.

## Życiorys
Ukończył studia na Wydziale Leśnym Uniwersytetu Łódzkiego oraz studia magisterskie na Politechnice Lubelskiej.
Rozpoczął pracę w Lasach Państwowych w 1995 roku. Pracował m.in. na stanowisku podleśniczego, strażnika leśnego, leśniczego, inżyniera nadzoru, inspektora wydziału kontroli w Regionalnej Dyrekcji Lasów Państwowych, a od 2021 roku jako Nadleśniczy Nadleśnictwa Biłgoraj. 
Posiada wykształcenie wyższe leśne oraz wyższe ekonomiczne. Jest członkiem i działaczem NSZZ Solidarność.
Podczas wyborów samorządowych w 2024, na Andrzeja Borowca w drugiej turze zagłosowało 60,60% wyborców (w pierwszej turze Borowiec uzyskał 42,55% poparcia), który objął stanowisko wójta Gminy Aleksandrów.

## Kontrowersje
Andrzej Borowiec to jeden z bliskich współpracowników Marcina Romanowskiego. 
Jedną ze spraw, w jaką zamieszany był Andrzej Borowiec, jest sprawa drukarni ukrytej w garażu, gdzie powstawały banery wyborcze Daniela Obajtka, Marcina Romanowskiego i Jana Kanthaka. Drukarnia była zlokalizowana na posesji rodziny Borowców w Aleksandrowie. Doszło tam do złamania przepisów wyborczych.
Garaż został dwukrotnie przeszukany przez policję. Pierwszy nalot miał miejsce w październiku 2023 r., tuż przed wyborami parlamentarnymi. Wówczas policja szukała skradzionych materiałów wyborczych ówczesnej posłanki PiS Beaty Strzałki. W garażu ujawniono jej banery, trwał tam również druk materiałów wiceministra sprawiedliwości Marcina Romanowskiego.
W 2023 roku Prokuratura Rejonowa Lublin-Północ wszczęła śledztwo w sprawie nieprawidłowości w Regionalnej Dyrekcji Lasów Państwowych w Lublinie, obejmujące m.in. nieprawidłowe rozporządzanie mieniem, nieuzasadnione wykorzystanie samochodów służbowych do celów partyjnych oraz pokrywanie prywatnych wyjazdów z funduszy Lasów Państwowych. Śledztwo dotyczy okresu od marca do grudnia 2023 roku obejmując działania Andrzeja Borowca, ówczesnego dyrektora RDLP.
W sierpniu 2024 roku Borowiec oficjalnie zwrócił się do prezydenta Warszawy, Rafała Trzaskowskiego, z prośbą o przekazanie symboli religijnych, które zostały usunięte z warszawskich urzędów w związku z nowym rozporządzeniem antydyskryminacyjnym. W swoim piśmie Borowiec stwierdził, że symbole te mogą być niewłaściwie przechowywane, a nawet profanowane, na co miały wskazywać niepokojące informacje docierające do niego.
Według Gazety Wyborczej Borowiec mógł być związany z nielegalnym wyjazdem Marcina Romanowskiego na Węgry. 